# Trox litoralis
Trox litoralis är en skalbaggsart som beskrevs av Riccardo Pittino 1991. Trox litoralis ingår i släktet Trox och familjen knotbaggar. Inga underarter finns listade i Catalogue of Life.